# Јализава
Јализава (блр. Ялі́зава; рус. Ели́зово) је насељено место са административним статусом радничке варошице (рабочий посёлок) у централном делу Републике Белорусије. Административно припада Асиповичком рејону Могиљовске области.

## Географски положај
Јализава се налази на обалама реке Березине (притоке Дњепра) на око 28 км југоисточно од града Асиповича, односно на око 106 км од административног центра области Могиљова.
Кроз насеље пролази железница на релацији Могиљов—Асиповичи.

## Демографија
Према подацима пописа становништва из 2009. у вароши је живело 2.676 становника.

## Историја
Током XIX века подигнут је двор и основан феуд који је добио име Јализава (или Јелизава) према тадашњој владарки Јелисавети Великопољској. Село је настало 1900. године, а убрзо по његовом оснивању отворена је пилана и творница стакла.
Насеље је у саставу Асиповичког рејона од 1931. године, а садашњи административни статус има од 1938. године.